# Siete Padres de los Enanos
Los siete padres de los enanos son unos personajes fantásticos creados por el escritor
británico J. R. R. Tolkien para las historias de su legendarium.  

## Historia ficticia
Fueron creados por Aulë en la oscuridad de la Tierra Media, pues deseaba la llegada de los Hijos de Ilúvatar, 
los Elfos y Los Hombres, y tener discípulos a quienes enseñarles su ciencia, su 
artesanía y no estuvo dispuesto a aguardar el cumplimiento de los designios de Ilúvatar. Los creó fuertes e inquebrantables, empeñosos, rápidos en la amistad y en la enemistad, y soportaban el trabajo y el hambre y los dolores del cuerpo más que ninguna otra criatura que tenga el don de la palabra, y de larga vida, pero no para siempre. Temiendo que los otros Valar se lo reprochasen, trabajó en secreto, e hizo primero a los Siete Padres de los Enanos.
Sus temores no eran infundados, pues Ilúvatar, que conocía lo que Aulë estaba haciendo, le interrogó sobre el asunto, y 
le reprochó que hubiese hecho algo que estaba fuera de su poder y autoridad.
Aulë, enfadado consigo mismo, se excusó y ofreció la vida de los enanos a Ilúvatar, pero al mismo tiempo 
levantó su martillo, diciendo que él mismo los destruiría, pues eran la obra de su presunción. Los enanos se estremecieron y 
suplicaron mientras Aulë lloraba. Viendo esto, Ilúvatar lo detuvo, diciéndole que aceptaba su existencia, pues esas criaturas 
tenían vida y voluntad propia, de lo contrario no hubiesen suplicado por sus vidas. No obstante, Ilúvatar prohibió que los 
enanos llegasen antes que los Primeros Nacidos, su propia creación, diciéndole:

(...) dormirán bajo la piedra en la oscuridad y no saldrán de ella hasta que los Primeros 
Nacidos no hayan despertado sobre la Tierra; y hasta ese momento tú y ellos esperaréis, aunque la 
espera os parezca larga. Pero cuando llegue la hora, yo mismo los despertaré y serán para ti como 
hijos; y a menudo habrá disputas entre los tuyos y los míos, los hijos de mi adopción y los hijos 
de mi elección...

Entonces Aulë tomó a los Siete Padres de los Enanos y los puso a descansar en sitios distintos y apartados; y regresó a 
Valinor, y esperó mientras los largos años se prolongaban.

## Los Siete
Los Siete Padres fundaron las siete casas de los Khazâd. Durin, el mayor de los enanos, antecesor de todos los barbiluengos y creador de la Casa de Durin, dormía solo hasta que despertó y se marchó a Azanulbizar donde fundó Khazad-dûm y donde moró en las cuevas sobre Kheled-zâram.
Dos de los restantes enanos fueron colocados en las Ered Luin, cerca del Monte Dolmed, y fundaron las casas de los Nalgudos en el reino de Belegost, y los Barbas de Fuego, que establecieron su reino en Nogrod.
Los restantes cuatro Padres de Enanos fueron ubicados en el Extremo Oriental, donde fundaron los clanes de los Puños de Hierro, los Morenos, los Barbatiesas y los Pies de Piedra.
Se cree que, con toda probabilidad, acumularon los Siete Tesoros.